# Робинсон, Кэрол
Кэрол Вивьен Робинсон (Carol Vivien Robinson, урождённая Брэдли, Bradley; род. 10 апреля 1956, Кент, Англия) — британский химик, специалист по масс-спектрометрии.
Член Лондонского королевского общества (2004) и Академии медицинских наук Великобритании (2009), иностранный член НАН США (2017) и Американского философского общества (2023).
С 2009 года занимает кафедру именного профессора (Dr Lee's Professor of Chemistry) в Оксфордском университете, а непосредственно перед тем профессор Кембриджского университета, в 2006—2016 гг. исследовательский профессор Королевского общества. Кэрол Робинсон — первая женщина-профессор химии Кембриджа и Оксфорда.
В 2018 году президент Королевского химического общества, его почётный феллоу (2016).

## Биография
Родилась в графстве Кент, отец Денис Брэдли, мать Лилиан (урождённая Холдер). Семья Брэдли жила в Лондоне, позже, когда Кэрол было 10 лет, они переехали в Фолкстон. С ранних лет Кэрол увлеклась изучением Периодической таблицы, что впоследствии развило в ней интерес к химии.
В 16 лет, после обучения на подготовительных предуниверситетских курсах естественных наук (preuniversity O-level science courses) и сдачи экзаменов, она бросила школу и начала свою карьеру работая лаборантом в фармацевтической фирме Pfizer в Сануидж. Работая в Pfizer Кэрол параллельно обучалась в Технологическом колледже Кентербери в период с 1972 по 1976 год и получила там Ordinary National Certificate и Higher National Certificate. По окончании Колледжа Кентербери она продолжила образование с 1976 по 1979 год в Технологическом колледже Мидкент, оставаясь сотрудником Pfizer. Закончив обучение в Колледже Мидкент она получила статус выпускницы Королевского химического общества и покинула компанию Pfizer, чтобы продолжить обучение в университете.
Занимаясь в 1979—1980 годах в Уэльском университете, получила там степень магистра химии под началом члена Лондонского королевского общества профессора Джона Бейнона. Занимаясь в 1980—1982 годах в Кембридже, получила там степень доктора философии под началом члена Лондонского королевского общества профессора Дадли Уильямса. В это же время вышла замуж. В 1982—1983 годах прошла подготовку в медицинской школе Бристольского университета. В 1983—1991 годах у неё был перерыв в карьере, связанный с рождением троих детей, но в те же годы она занимала различные должности с частичной занятостью. В 1991 году она занимается в Килском университете и тогда же получает там диплом по информационным технологиям. В 1991—1995 годах исследовательский фелло-постдок в Оксфорде у члена Лондонского королевского общества профессора Криса Добсона. С 1995 года исследовательский фелло, с 1999 по 2001 год профессор Оксфорда, исследовательский фелло его колледжа Вулфсона (1998—2001). С 2001 по 2009 год профессор кафедры химии Кембриджа, старший исследовательский фелло его колледжа Черчилля (2003—2009). В 2006—2016 гг. исследовательский профессор Королевского общества. С 2009 года именной профессор (Dr Lee's Professor of Chemistry) в Оксфордском университете и с того же года профессорский фелло его Экзетерского колледжа.
В 2018 году президент Королевского химического общества, его почётный фелло (2016).
Член Совета Лондонского королевского общества (2008—2009, 2016—2018).
Соучредитель в 2016 году компании OMass Technologies, первоначально финансировавшейся Oxford Science Innovation, и ныне её главный научный консультант.
Почётный фелло кембриджского колледжа Черчилля (2012) и оксфордского колледжа Вулфсона (2016). Почётный профессор китайского Nanjing University of Science and Technology (2014).
Член редколлегий Current Opinion in Structural Biology (с 2012) и Structure (journal) (с 2015). В 2000—2013 гг. ассоциированный редактор Journal of the American Society for Mass Spectrometry, а в 1998—2007 гг. — Protein Science.
Опубликовала более 120 работ. Замужем, трое детей.

## Награды и отличия
Дама-Командор ордена Британской империи (2013).
- Серебряная медаль Королевского химического общества (2002)
- Biemann Medal, American Society for Mass Spectrometry[англ.] (2003)
- Rosalind Franklin Award[англ.] Лондонского королевского общества (2004)
- Christian B. Anfinsen Award, Protein Society[англ.] (2008)
- Prelog-Medaille[нем.], Швейцарская высшая техническая школа Цюриха (2010)
- Медаль Дэви Лондонского королевского общества (2010)
- Aston Medal[англ.], British Mass Spectrometry Society (2011)
- FEBS/EMBO Women in Science Award (2011)
- Interdisciplinary Prizes (RSC)[англ.] (2011)
- HUPO[англ.] Award for Distinguished Achievement in Proteomic Sciences (2012)
- Anatrace Membrane Protein Award, Biophysical Society[англ.] (2013)
- Thomson Medal Award, International Mass Spectrometry Foundation[англ.] (2014)
- Kaj Linderstrøm-Lang Prize, Carlsberg Research Center[англ.] (2014)
- L'Oréal-UNESCO Award for Women in Science (2015)[15]
- Havinga Medal одноимённого фонда (2015)
- Torbern Bergmann Award, Swedish Chemical Society[англ.] (2016)
- AstraZeneca Award, Biochemical Society[англ.] (2016)
- Sir Hans Krebs Medal[англ.], FEBS (2017)
- Frank H. Field and Joe L. Franklin Award, Американское химическое общество (2018)[16]
- Королевская медаль (2019)
- Stein and Moore Award (2019)[17]
- Othmer Gold Medal[англ.] (2020)
- Louis-Jeantet Prize for Medicine[англ.] (2022)
- Медаль Бенджамина Франклина (2022)

Удостоена восьми почётных степеней, в частности от Университета имени Бен-Гуриона (2018) и Открытого университета (2017).